# Deutsch Béla
Deutsch Béla (? – ?) kétszeres magyar bajnok labdarúgó, fedezet.

## Pályafutása
1903 és 1905 között 28 mérkőzésen szerepelt az FTC-ben, amelyből 14 bajnoki, 7 nemzetközi és 7 hazai díjmérkőzés volt. Két gólt szerzett, ebből egy volt bajnoki találat. Kétszeres magyar bajnok és egyszeres Ezüstlabda-győztes volt a csapattal.

## Sikerei, díjai
- Magyar bajnokság
  - bajnok: 1903, 1905
  - 2.: 1904
- Ezüstlabda
  - győztes: 1904